# Escholzmatt-Marbach
Escholzmatt-Marbach är en kommun i distriktet Entlebuch i kantonen Luzern, Schweiz. Kommunen har 4 474 invånare (2023).
Kommunen bildades 1 januari 2013 genom en sammanslagning av kommunerna Escholzmatt och Marbach. I kommunen finns även orten Wiggen och byarna Schärlig, Lehn och Dürrenbach.